# Йорданештська сільська рада
Йордане́штська сільська́ ра́да — адміністративно-територіальна одиниця та орган місцевого самоврядування у Глибоцькому районі Чернівецької області. Адміністративний центр — село Йорданешти.

## Загальні відомості
- Населення ради: 2 263 особи (станом на 2001 рік)

## Населені пункти
Сільській раді були підпорядковані населені пункти:
- с. Йорданешти

## Склад ради
Рада складалася з 16 депутатів та голови.
- Голова ради: Лютик Георгій Флорович
- Секретар ради: Савюк Мар'яна Мірчівна

### Керівний склад попередніх скликань
| Прізвище, ім'я, по батькові | Основні відомості                                    | Дата обрання | Дата звільнення |
| --------------------------- | ---------------------------------------------------- | ------------ | --------------- |
| Шапка Флоря Аурелович       | Сільський голова, 1968 року народження, безпартійний | 26.03.2006   | 31.10.2010      |
| Лютик Георгій Флорович      | Сільський голова, 1964 року народження, освіта вища  | 31.10.2010   |                 |

Примітка: таблиця складена за даними сайту Верховної Ради України

### Депутати
За результатами місцевих виборів 2010 року депутатами ради стали:

#### За суб'єктами висування
| Суб'єкт висування | Кількість обраних депутатів | %   |
| ----------------- | --------------------------- | --- |
| Самовисування     | 16                          | 100 |

#### За округами
| № округу | Прізвище, ім'я, по батькові  | Дата визнання обраним | Освіта             | Партійна приналежність | Відомості про обраного депутата                                        |
| -------- | ---------------------------- | --------------------- | ------------------ | ---------------------- | ---------------------------------------------------------------------- |
| 1        | Локовей Віктор Васильович    | 04.11.2010            | середня спеціальна | позапартійний          | ТОВ «Апил»                                                             |
| 2        | Шапка Наталя Володимирівна   | 04.11.2010            | вища               | позапартійна           | Йорданештська загальноосвітня школа І-ІІІ ст., директор                |
| 3        | Бойку Микола Андронович      | 04.11.2010            | середня            | позапартійний          | тимчасово не працює                                                    |
| 4        | Божеску Георгій Антонович    | 04.11.2010            | незакінчена вища   | позапартійний          | Йорданештська загальноосвітня школа І-ІІ ст., вчитель праці            |
| 5        | Малайку Іван Георгійович     | 04.11.2010            | вища               | позапартійний          | приватний підприємець                                                  |
| 6        | Ілюк Іван Валер'янович       | 04.11.2010            | середня спеціальна | позапартійний          | приватний підприємець                                                  |
| 7        | Гросу Флоаря Мірчівна        | 04.11.2010            | незакінчена вища   | позапартійна           | Ощадбанк Сторожинець, спеціаліст                                       |
| 8        | Дирда Траян Іванович         | 04.11.2010            | середня спеціальна | член Партії регіонів   | приватний підприємець                                                  |
| 9        | Шкробанець Любов Маноліївна  | 04.11.2010            | вища               | позапартійна           | Йорданештська загальноосвітня школа І-ІІІ ст., вчитель математики      |
| 10       | Савюк Мар'яна Мірчівна       | 04.11.2010            | незакінчена вища   | позапартійна           | Йорданештська сільська рада, секретар                                  |
| 11       | Малайко Віктор Костянтинович | 04.11.2010            | незакінчена вища   | позапартійний          | приватний підприємець                                                  |
| 12       | Божеску Іоана Георгіївна     | 04.11.2010            | незакінчена вища   | позапартійна           | фельдшерсько-акушерський пункт, медична сестра                         |
| 13       | Петрюк Андрій Лазарович      | 04.11.2010            | незакінчена вища   | позапартійний          | Глибоцький держспецлісгосп АПК, майстер лісу                           |
| 14       | Гушулей Родіка Василівна     | 04.11.2010            | вища               | позапартійна           | Йорданештська загальноосвітня школа І-ІІ ст., вчитель української мови |
| 15       | Костинян Андрій Георгійович  | 04.11.2010            | середня спеціальна | позапартійний          | приватний підприємець                                                  |
| 16       | Гушулей Флорін Костянтинович | 04.11.2010            | вища               | позапартійний          | Глибоцький держспецлісгосп АПК, майстер лісу                           |